# Hexplore
A Hexplore egy 1998-ban megjelent számítógépes akció-szerepjáték, helyet a Heliovisions Productions fejlesztett és az Infogrames adott ki (pontosabban az akkorra éppen a divíziójukká vált Ocean Software). 2019 decemberében a Piko Interactive gondozásában a GOG.com kínálatában is megjelent digitális terjesztéssel.
2000 szeptemberében a PC Guru teljes játékként jelentette meg.

## Játékmenet
A játék 1000 környékén játszódik, egy kalandozóval, MacBride-dal a főszerepben. Már a játék kezdetén három karakter csatlakozik hozzá: az íjász Drulak, a harcos Vigrad, és Uraeus, a mágus. Fő célunk levadászni Garkhamet, a fekete mágust, aki a karaktereink társait tartja fogságban.
Maximum négy tagja lehet a csapatnak, és őket innentől kezdve akár cserélgethetjük is különféle küldetések során. Választásuk nem kötelező, ha nem akarjuk felvenni őket, akkor nem kell élnünk ezzel a lehetőséggel.
A játékban több mint 200 különféle pálya található, ezek harcolós vagy éppen feladatmegoldós szintek. Ezeket akár kooperatív többjátékos módban is teljesíthetjük, maximum 4 fővel.
A játék háromdimenziós, a karakterek megjelenítéséhez voxeleket használ, ami megjelenésekor, 1998-ban, újdonságnak hatott. A nézet izometrikus, a kamera forgatható 360 fokos szögben.

## Fogadtatás
Megjelenésekor a Hexplore átlagos értékeléseket kapott. A GameRankings 66 százalékra értékelte, a Next Generation 3 csillagot adott neki az 5-ből, kiemelve, hogy a Hexplore nem a Diablo, de nagyszerű bevezető ebbe a játékstílusba, így az újonc játékosok ezután nagyobb elánnal vethetik bele magukat az újabb kihívásokba.

## Fordítás
Ez a szócikk részben vagy egészben  a   Hexplore című angol Wikipédia-szócikk ezen változatának fordításán alapul.  Az eredeti cikk szerkesztőit annak laptörténete sorolja fel. Ez a jelzés csupán a megfogalmazás eredetét és a szerzői jogokat jelzi, nem szolgál a cikkben szereplő információk forrásmegjelöléseként.